# Plastische Zahl
Die Plastische Zahl {\displaystyle \rho } (auch Plastikzahl) ist eine mathematische Konstante. Sie ist die eindeutige reelle Lösung der kubischen Gleichung
{\displaystyle x^{3}-x-1=0}
Es gilt
{\displaystyle \rho ={\frac {{\sqrt[{3}]{108+12{\sqrt {69}}}}+{\sqrt[{3}]{108-12{\sqrt {69}}}}}{6}}={\frac {2}{3}}{\sqrt {3}}\cosh \left[{\frac {1}{3}}\operatorname {arcosh} \left({\frac {3}{2}}{\sqrt {3}}\right)\right]}
Als Dezimalzahl beginnt die Plastische Zahl mit 1,324 717 957 244 746 025 960 908 854 … (Folge A060006 in OEIS).
Die Definition der Plastischen Zahl geht auf den niederländischen Architekten Hans van der Laan zurück. Die Bezeichnung Plastikzahl ist irreführend und entspricht nicht der Intention van der Laans, denn nicht das Material Plastik, sondern die räumliche Ausdehnung (in der Architektur) war bestimmend für die Namensgebung „plastisch“.

## Eigenschaften

### Imaginäre Lösungen der genannten kubischen Gleichung
Die beiden konjugiert komplexen Lösungen von
{\displaystyle x^{3}-x-1=0}
sind
{\displaystyle \left(-{\tfrac {1}{2}}\pm {\tfrac {\sqrt {3}}{2}}i\right){\sqrt[{3}]{{\tfrac {1}{2}}+{\tfrac {1}{6}}{\sqrt {\tfrac {23}{3}}}}}+\left(-{\tfrac {1}{2}}\mp {\tfrac {\sqrt {3}}{2}}i\right){\sqrt[{3}]{{\tfrac {1}{2}}-{\tfrac {1}{6}}{\sqrt {\tfrac {23}{3}}}}}\approx -0{,}6626\pm 0{,}5623i}
und lassen sich ebenfalls durch die Plastische Zahl {\displaystyle \rho } ausdrücken:
{\displaystyle -{\frac {1}{2}}\rho \pm {\frac {i}{2}}{\sqrt {3\rho ^{2}-4}}}
Da das Produkt der drei Lösungen der kubischen Gleichung gleich 1 ist, ist der Betragswert der komplexen Lösungen gleich  {\displaystyle \rho ^{-1/2}\approx 0{,}86883696183}  (Folge A191909 in OEIS).

### Padovan-Folge
Die Plastische Zahl ist der Grenzwert der Quotienten aufeinander folgender Glieder der Padovan-Folge:
{\displaystyle \rho =\lim _{n\to \infty }{\frac {P_{n}}{P_{n-1}}}}

### Elliptische Lambdafunktion
Für folgende Gleichung aus vollständigen elliptischen Integralen erster Art lässt sich die Lösung vereinfacht mit der Plastischen Zahl darstellen:
{\displaystyle K({\sqrt {1-x^{2}}})/K(x)={\sqrt {23}}}
{\displaystyle x=\lambda ^{*}(23)={\frac {1}{16{\sqrt {2}}}}(5+{\sqrt {23}})\left[{\frac {2}{3}}+{\frac {1}{6}}({\sqrt {3}}+1){\sqrt[{3}]{100-12{\sqrt {69}}}}-{\frac {1}{6}}({\sqrt {3}}-1){\sqrt[{3}]{100+12{\sqrt {69}}}}\right]^{4}=}
{\displaystyle ={\frac {1}{16{\sqrt {2}}}}(5+{\sqrt {23}})[\rho ^{2}-(9\rho ^{2}-2\rho -6)/{\sqrt {23}}]^{4}=\sin \left[{\frac {1}{2}}\arcsin \left({\frac {1}{8}}\rho ^{-12}\right)\right]}
Dieser Wert ist der elliptische Lambda-Funktionswert von 23.
Aus diesem Resultat folgt:
{\displaystyle \lambda ^{*}\left({\frac {1}{23}}\right)=\cos \left[{\frac {1}{2}}\arcsin \left({\frac {1}{8}}\rho ^{-12}\right)\right]}
{\displaystyle \lambda ^{*}(92)=\tan \left[{\frac {1}{4}}\arcsin \left({\frac {1}{8}}\rho ^{-12}\right)\right]^{2}}
{\displaystyle \lambda ^{*}\left({\frac {4}{23}}\right)=\tan \left[{\frac {\pi }{4}}-{\frac {1}{4}}\arcsin \left({\frac {1}{8}}\rho ^{-12}\right)\right]^{2}}

### Bringsches Radikal
Die Plastische Zahl selbst kann auch mit dem Bringschen Radikal dargestellt werden, einem bekannten Lösungsverfahren für Gleichungen fünften Grades mit quintischem, linearem und absolutem Glied:
{\displaystyle \rho ^{3}-\rho -1=0}
{\displaystyle (\rho ^{2}-\rho +1)(\rho ^{3}-\rho -1)=0}
{\displaystyle \rho ^{5}-\rho ^{4}-1=0}
{\displaystyle (1/\rho )^{5}+(1/\rho )-1=0}
{\displaystyle \rho ={\frac {1}{BR(1)}}}
Denn grundsätzlich gilt für das Bringsche Radikal:
{\displaystyle BR(x^{5}+x)=x}

## Geschichte

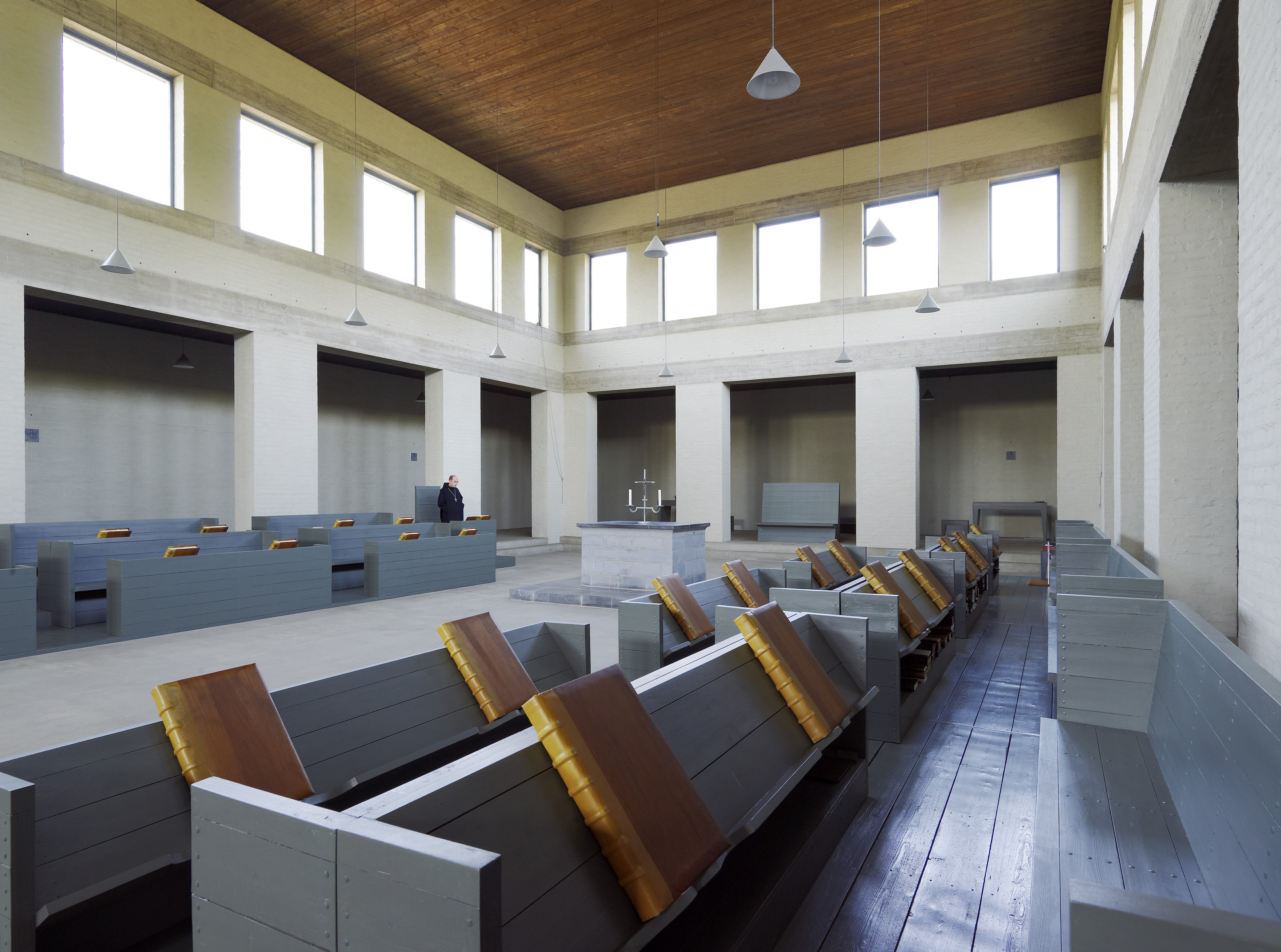
Für die Proportionen der 1967 errichteten Kirche der Abtei St. Benediktusberg nutzte Hans van der Laan die Plastische Zahl.

Der niederländische Architekt und Benediktinermönch Dom Hans van der Laan gab 1928 der Zahl den Namen „Plastische Zahl“ (niederländisch het plastische getal). Bereits 1924, vier Jahre vorher, hatte der französische Ingenieur Gérard Cordonnier die Zahl entdeckt und sie als „die strahlende Zahl“ (französisch le nombre radiant) bezeichnet. Im Gegensatz zu Bezeichnungen wie Goldener Schnitt oder Silberner Schnitt war es nicht die Absicht van der Laans auf das Material Kunststoff zu verweisen, sondern vielmehr auf ein dreidimensionales Werk der bildenden Kunst. Laut Richard Padovan ist dies durch die charakteristischen Verhältnisse der Zahl, 3⁄4 und 1⁄7, begründet, den ungefähren Grenzen der menschlichen Wahrnehmung bezüglich des Größenverhältnisses von zwei dreidimensionalen Objekten. Van der Laan nutzte die Plastische Zahl für die Proportionen der 1967 errichteten Kirche der Abtei St. Benediktusberg.
Midhat J. Gazalé und später Martin Gardner verwendeten die Bezeichnung „Silberne Zahl“ (englisch silver number), doch der Silberne Schnitt verwendet eine andere Zahl, nämlich {\displaystyle 1+{\sqrt {2}}}.
Martin Gardner machte den Vorschlag, {\displaystyle \rho ^{2}} als „hohes Phi“ (englisch high phi) zu bezeichnen und Donald Knuth entwarf sogar ein besonderes typografisches Zeichen für diese Bezeichnung, eine Variante des griechischen Buchstabens phi (φ) mit erhöhtem Kreis, die an den georgischen Buchstaben P̕ar (Ⴔ) erinnert.